# Notas Botánicas a la Flora Española
Notas Botánicas a la Flora Española (abreviado Not. Bot. Fl. Españ.) fue una revista con ilustraciones y descripciones botánicas que fue editada en España. Se publicaron 6 fascículos desde 1887 hasta 1895.